# 王孙启
王孙启（？—？），芈姓，名启，是子元之子，楚武王之孙。
前664年，楚国令尹子元被杀，有人对楚成王说子元儿子王孙启的坏话，楚成王不能正确审理，王孙启就逃亡到晋国，晋国任用了他。
前632年，晋楚两国对峙于城濮，晋军打算撤退，王孙启参与军事谋划，对中军将先轸说：“这次出兵，只是成得臣想打，他和楚成王的想法不同，所以只有东宫和西广两支部队前来参战。随从来的诸侯，有半数以上都背叛了楚国，连成得臣的同族若敖氏都不想打了，楚军一定要失败，为什么要撤退呢！”先轸听从了他的意见，大败楚军。